# Jerry Mathers
Gerald Patrick Mathers, detto Jerry (Sioux City, 2 giugno 1948), è un attore statunitense, noto soprattutto come attore bambino per la sua interpretazione nella serie televisiva Il carissimo Billy (1957-1963), ruolo da lui ripreso con successo anche da adulto nella serie The New Leave It to Beaver (1983-1989).

## Biografia
Nato a Sioux City nel 1948, Jerry cresce in Iowa e quindi in California. Già a due anni viene introdotto nel mondo della pubblicità. Dal 1952 al 1963 ha un'intensa carriera di attore bambino al cinema e alla televisione. Anche i suoi fratelli minori, Jimmy Mathers e Susie Mathers, lo seguono nella stessa esperienza di attori bambini.

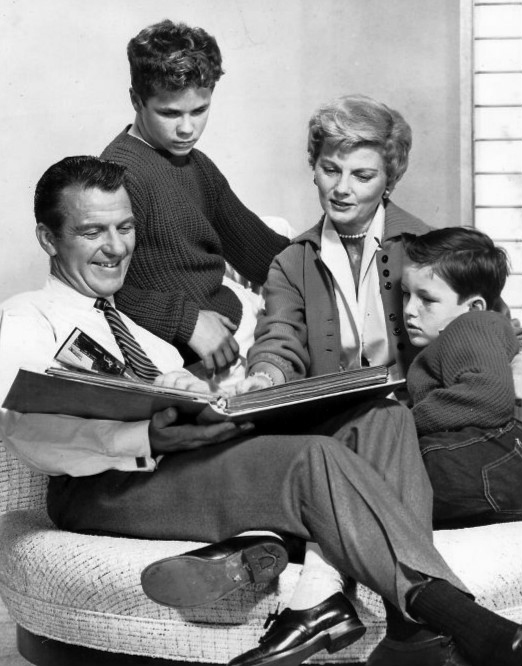
La famiglia Cleaver

Jerry raggiunge la notorietà interpretando il piccolo Johnnie Rogers ne La congiura degli innocenti (1955) di Alfred Hitchcock e quindi come protagonista della situation comedy Il carissimo Billy (1957-1963), dove interpreta il ruolo di Theodore "Beaver" Cleaver, al fianco di Barbara Billingsley, Hugh Beaumont e Tony Dow. La serie ebbe un enorme successo non solo negli Stati Uniti, ma internazionalmente, venendo distribuita in oltre 80 nazioni in 40 lingue diverse. Jerry fu il primo attore bambino a stipulare un contratto anche sui proventi delle vendita dei prodotti commerciali legati al proprio programma.
Negli anni sessanta e settanta recita solo in rare occasioni; serve nell'aviazione con la Guardia Nazionale durante la guerra del Vietnam (senza partecipare ad azioni di combattimento), si laurea nel 1973 alla Università della California - Berkeley e lavora nel settore bancario e immobiliare.
Nel 1978 fa il suo ritorno nel mondo dello spettacolo come attore di teatro nella commedia Boeing, Boeing assieme a Tony Dow. Dal 1983 al 1989 riprende il ruolo di Theodore Beaver ormai adulto nella serie televisiva The New Leave It to Beaver. Nel 1984 riceve anche un Young Artist Award per la carriera. Da allora continua a interpretare ruoli da comprimario al cinema e alla televisione. Nel 1998 pubblica la propria autobiografia, And Jerry Mathers as The Beaver. Nel 2007 fa il suo debutto anche a Broadway nel musical Hairspray al Neil Simon Theatre.

## Vita personale

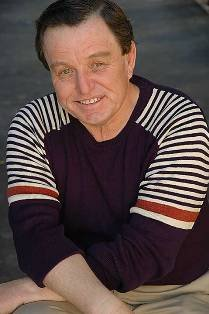
Jerry Mathers

Jerry Mathers si è sposato tre volte, con Diana Patt (1974-1977), Rhonda Gehring (1977-1997, dalla quale ha avuto tre figli), e Teresa Modnick (dal 2011).

## Riconoscimenti
- Young Hollywood Hall of Fame (1950's)
- Young Artist Award, Former Child Star Lifetime Achievement Award (1984)

## Filmografia parziale

### Cinema
- Il figlio di viso pallido (Son of Paleface), regia di Frank Tashlin (1952)
- I valorosi (Men of the Fighting Lady), regia di Andrew Marton (1954)
- L'amante proibita (This is My Love), regia di Stuart Heisler (1954)
- Eravamo sette fratelli (The Seven Little Foys), regia di Melville Shavelson (1955)
- La congiura degli innocenti (The Trouble with Harry), regia di Alfred Hitchcock (1955)
- Quel certo non so che (That Certain Feeling), regia di Melvin Frank, Norman Panama (1956)
- Dietro lo specchio (Bigger Than Life), regia di Nicholas Ray (1956)
- L'ombra alla finestra (The Shadow on the Window), regia di William Asher (1957)
- Acque profonde (The Deep Six), regia di Rudolph Maté (1958)
- Sulla cresta dell'onda (Back to the Beach), regia di Lyndall Hobbs (1987)
- Better Luck Tomorrow, regia di Justin Lin (2002)

### Televisione
- The Adventures of Ozzie and Harriet – serie TV, episodio 1x05 (1952)
- Lux Video Theatre – serie TV, episodio 5x36 (1955)
- General Electric Theater – serie TV, episodio 3x30 (1955)
- Matinee Theatre – serie TV, episodio 1x38 (1955)
- Screen Directors Playhouse – serie TV, episodio 1x21 (1956)
- Il carissimo Billy (Leave It to Beaver) – serie TV, 234 episodi (1957-1963)
- Io e i miei tre figli (My Three Sons) – serie TV, episodio 10x25 (1970)
- The New Leave It to Beaver – serie TV, 101 episodi (1983-1987)